# Retour vers le futur, le jeu
 (octobre 2019).
Si vous disposez d'ouvrages ou d'articles de référence ou si vous connaissez des sites web de qualité traitant du thème abordé ici, merci de compléter l'article en donnant les références utiles à sa vérifiabilité et en les liant à la section « Notes et références ».
Retour vers le futur, le jeu (Back to the Future: The Game) est un jeu d'aventure graphique épisodique développé et édité par Telltale Games. Le titre est basé sur la trilogie Retour vers le futur mettant en vedette Michael J. Fox, Christopher Lloyd et Thomas F. Wilson.

## Synopsis
L'histoire se passe 6 mois après Retour vers le futur 3, Marty McFly s'est habitué à vivre sans son ami le Docteur Emmett Brown. Quand une nouvelle DeLorean apparaît de nulle part, Marty découvre un message de Doc lui demandant son aide, et de retourner précisément en 1931.

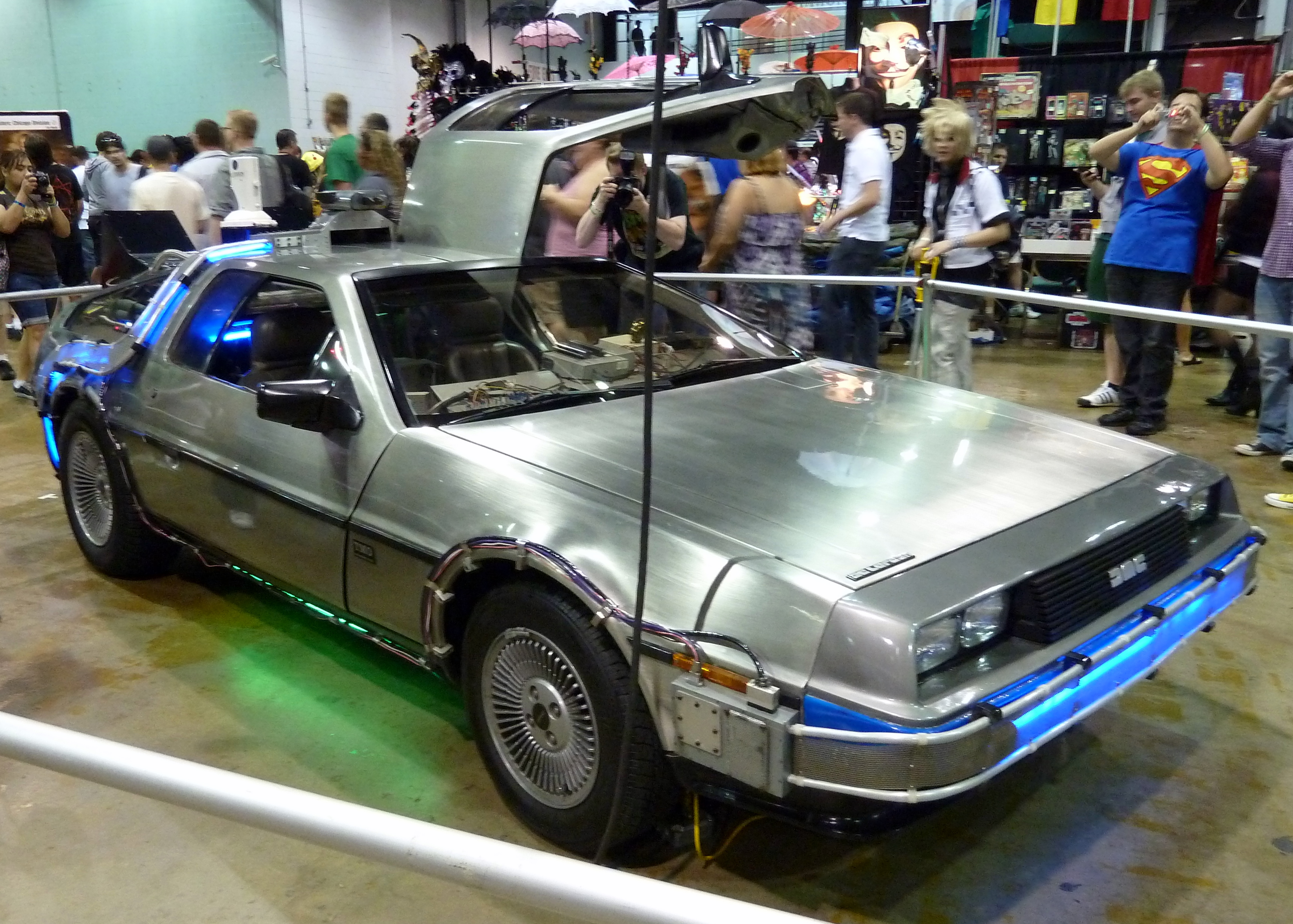
La DeLorean que nous voyons dans le jeu.

## Système de jeu
Le titre est un jeu d'aventure en Point & Click. Comme dans tous les jeux de ce genre, pour progresser dans l'histoire, Il faut trouver la bonne action à effectuer (exemple: Bonne ligne de dialogue, prendre tel objet en relation avec, etc). À disposition pour le joueur, il y a un inventaire ou Marty peut donc interagir, ainsi qu'une partie dites "Indices" qui sert à aider le joueur. Il y a aussi une partie indiquant les objectifs, et également une autre partie qui fait un résumé des évènements en indiquant d'ailleurs la date et heure dans le même style que les circuits temporel vu plusieurs fois dans la machine à remonter le temps. 

## Développement
Cette section est en modification.

## Personnages
Les personnages des trois films, ainsi que de nouveaux personnages crées spécialement pour le jeu, sont présents tout au long de l'aventure du jeu.

### Anciens personnages
- Marty McFly : La Trilogie // It's About Time // Get Tannen // Citizen Brown // Double Visions // OUTATIME
- Doc Emmett Brown : La Trilogie // It's About Time // Get Tannen // OUTATIME
- Biff Tannen : La Trilogie // It's About Time // Get Tannen // Citizen Brown // Double Visions // OUTATIME
- George McFly : La Trilogie // It's About Time // Get Tannen // Citizen Brown // Double Visions // OUTATIME
- Lorraine McFly : La Trilogie // Citizen Brown // Double Visions
- Einstein : La Trilogie // It's About Time // Get Tannen // Citizen Brown // OUTATIME
- Jennifer Parker : La Trilogie // Citizen Brown // Double Visions

### Autres personnages de la trilogie
- Doc Emmett Brown (en 1955) : Partie 1 // Partie 2 // Partie 3
- Lorraine Baines (jeune) : Partie 1 // Partie 2
- George McFly (jeune) : Partie 1 // Partie 2
- Biff Tannen (jeune) : Partie 1 // Partie 2
- Match : Partie 1 // Partie 2
- Skinhead : Partie 1 // Partie 2
- 3-D : Partie 1 // Partie 2
- Gerald Strickland : Partie 1 // Partie 2
- Dave McFly : Partie 1 // Partie 3
- Linda McFly : Partie 1 // Partie 3
- Copernic : Partie 1 // Partie 3
- Sam Baines : Partie 1
- Stella Baines : Partie 1
- Goldie Wilson : Partie 1
- Goldie Wilson III : Partie 2
- Marvin Berry : Partie 1 // Partie 2
- Marty McFly (en 2015) : Partie 2
- Marty McFly Jr. : Partie 2
- Marlene McFly : Partie 2
- Lorraine McFly (en 2015) : Partie 2
- Lorraine Tannen : Partie 2
- George McFly (en 2015) : Partie 2
- Biff Tannen (en 2015) : Partie 2
- Griff Tannen : Partie 2
- Jennifer McFly : Partie 2
- Needles (en 2015) : Partie 2
- Needles : Partie 3
- Seamus McFly : Partie 3
- Maggie McFly : Partie 3
- Clara Clayton : Partie 3
- Bufford Tannen : Partie 3
- Marshall James Strickland : Partie 3

### Nouveaux personnages
- Cueball Donnely (La Bille Donnely en français) : It's About Time // Get Tannen // Double Visions // OUTATIME
- le Juge Brown : It's About Time // OUTATIME
- Edna Strickland : It's About Time // Citizen Brown // Double Visions // OUTATIME
- Edna Strickland (jeune) : It's About Time // Get Tannen // Double Visions // OUTATIME
- Emmett Brown (jeune) : It's About Time // Get Tannen // Double Visions // OUTATIME
- Arthur McFly : It's About Time // Get Tannen // Double Visions // OUTATIME
- Kid Tannen : It's About Time // Get Tannen // Double Visions // OUTATIME
- Matches : It's About Time // Get Tannen
- Danny Parker : Get Tannen // Double Visions // OUTATIME
- Sylvia Miskin alias Trixie Trotter : Get Tannen // Double Visions // OUTATIME
- Ernest Philpott : Get Tannen // Double Visions // OUTATIME
- Cliff Tannen : Get Tannen
- Riff Tannen : Get Tannen
- Zane : Get Tannen
- First Citizen Brown (le Premier Citoyen Brown en français) : Get Tannen // Citizen Brown // Double Visions // OUTATIME
- Leech : Citizen Brown
- Danny Parker Jr. : Citizen Brown
- William McFly : OUTATIME
- Marty McFly (Futur) : OUTATIME
- Jacques Douteux : OUTATIME
- Beauregard Tannen : OUTATIME
- Hampton : It's About Time // OUTATIME

## Épisodes
| # | Titre français                          | Date de sortie sur PC/Mac | Date de sortie PS3 | Date de sortie iPad | Synopsis |
| - | --------------------------------------- | ------------------------- | ------------------ | ------------------- | --- |
| 1 | Une question de temps (It's About Time) | 22 décembre 2010          | 9 mars 2011        | 17 janvier 2011     | Quelque temps après la fin du troisième film Retour vers le futur, Marty a la grande surprise de voir réapparaître la DeLorean à voyager dans le temps qu'il pensait pourtant avoir été détruite écrasée par un train. Il doit maintenant l'utiliser pour revenir dans le passé et aider Emmett Brown. C'est le seul moyen de sauver le futur de Doc. |
| 2 | Coffrez Tannen (Get Tannen!)            | 17 février 2011           | 29 mars 2011       | 20 avril 2011       | Marty et le Doc du présent doivent garder un œil sur le jeune Doc. Ils doivent aussi empêcher Kid Tannen de détruire la famille de Marty. L'existence de Jennifer, la petite amie de Marty, est en jeu ! |
| 3 | Citoyen Brown (Citizen Brown)           | 29 mars 2011              | 3 mai 2011*        | 26 mai 2011         | De retour dans les années 1980, Marty découvre une version alternative de la réalité, un monde dirigé par le mystérieux First Citizen Brown. Cette personne a-t-elle un rapport avec Doc Brown, l'ami de toujours de Marty ? |
| 4 | Double Visions (Double Visions)         | 29 avril 2011             | 6 juin 2011        | 2 juin 2011         | Alors que la grande Expo de Hill Valley se profile, Marty et First Citizen Brown doivent mettre sur pied une invention pour empêcher le jeune Emmett Brown de réaliser la pire erreur de sa vie. |
| 5 | Outatime (OUTATIME)                     | 23 juin 2011              | 27 juillet 2011    |                     | Dans cet ultime épisode, Doc et Marty parcourent le passé dans le but d'empêcher Edna de détruire Hill Valley. |

Note : L'épisode Citizen Brown est sorti bien plus tard sur PlayStation 3 en raison de la panne du serveur PlayStation Network.

## Casting

### Voix originales
- AJ LoCascio : Marty McFly, Leech
- Christopher Lloyd : Docteur Emmett Brown, Citizen Brown (Citoyen Brown en français), Jacques Douteux
- James Arnold Taylor : Emmett Brown (jeune)
- Rebecca Schweitzer : Edna Strickland
- Shannon Nicholson : Edna Strickland (jeune)
- Kid Beyond : Biff Tannen, Riff Tannen, Cliff Tannen
- Owen Thomas : Kid Tannen, Beauregard Tannen
- Aimee Miles : Lorraine McFly
- Michael X. Sommers : George McFly, Arthur McFly
- Claudia Wells : Jennifer Parker
- Michael J. Fox : William McFly, Marty McFly du futur
- Melissa Hutchison : Trixie Trotter
- Mark Barbolak : Danny Parker, Danny Parker Jr.
- Rojer Jackson : Cue Ball Donnely (La Bille Donnely, Juge Brown, Ernie Philpott
- Adam Harrington : Matches
- Doug Boyd : Zane

## Remarques
- L'épisode 1 est à moitié basé intégralement sur un paradoxe temporel. En effet, car Doc est mort en 1931 et Emmett n'est pas disparu de la réalité. Ceci a été raconté par George à Marty au tout début.
- L'épisode 2 est aussi basé sur un paradoxe temporel. En effet, car si Trixie n'a pas trahi Kid, celle-ci pourrait être marié à Kid. Donc Marty son frère et sa sœur pourraient se retrouver avec une mauvaise grand-mère.
- L'épisode 3 est basé intégralement sur un paradoxe temporel. En effet, dans cet espace temps, Doc n'a jamais inventé la machine à remonter dans le temps. Il est donc impossible que Marty y accède grâce à la Delorean.
- Suivant la même logique, il est impossible que Marty dispose dans son inventaire du cahier de notes écrit par Doc, puisqu'il ne l'a jamais écrit.
- Une explication peut être trouvée dans l'émission radio du premier épisode : l'univers n'aime pas les paradoxes et tente de les résoudre ; de plus, les changements de l'histoire mettent toujours un certain laps de temps avant de revenir à la normale (phénomène de propagation).
- L'âge de Doc n'a jamais été révélé dans les films. Mais d'après une réplique de Marty dans l'épisode 3 (Le Citoyen Brown), Doc serait né en 1913 et il aurait 73 ans en 1986, mais a rallongé son espérance de vie lors de son passage dans le futur.

## Versions internationales
Comme pour Wallace and Gromit ou Walking Dead, Telltale a développé le jeu en anglais, français et allemand pour les sous-titres. Les doublages sont tous en anglais, mais cependant une version allemand existe.